# Улица Споменка Гостића (Београд)
| СПОМЕНКА ГОСТИЋА · улица | СПОМЕНКА ГОСТИЋА · улица      |
| ------------------------ | ----------------------------- |
|                          |                               |
| Општина                  | Звездара                      |
| Почетак                  | Владике Николаја Велимировића |
| Крај                     | Партизанска                   |
| Створена                 | 2018.                         |
| Названа                  | 2018.                         |
|                          |                               |
|                          |                               |

Улица Споменка Гостића је улица у београдској општини Звездара.

## Опште информације
Улица се налази у насељу Мали Мокри Луг, а простире се од Улице Владике Николаја Велимировића до Партизанске улице. Име носи по Споменку Гостићу (15. август 1978 — 20. март 1993) војнику и најмлађем одликованом борцу Војске Републике Српске у Одбрамбено-отаџбинском рату, који је одликован Медаљом заслуга за народ.
Одлуком Скупштине града Београда 2018. године улица је названа по Гостићу, а образложење за доношење ове одлуке гласило је : „Споменко Гостић био је војник и најмлађи одликовани борац војске Републике Српске у одбрамбено-отаџбинском рату. Одликован је Медаљом заслуга за народ. У марту 1993. године у гранатирању положаја српске војске, Гостић је тешко рањен. Умро је 20. марта 1993. године у Јовићима на Озрену, а сахрањен је са страдалим саборцима на сеоском гробљу у Горњем Улишњаку.”